# Fløjstrup (Aarhus Kommune)
 For alternative betydninger, se Fløjstrup. (Se også artikler, som begynder med Fløjstrup)
Fløjstrup er en landsby i Østjylland, beliggende cirka 15 kilometer syd for Aarhus, øst for Beder. Bebyggelsen ligger i Aarhus Kommune og hører til Region Midtjylland.
Fløjstrup består af Neder Fløjstrup og Over Fløjstrup, og husene er spredt langs henholdsvis Elmosevej og Fløjstrupvej. Fløjstrup gennemkøres af mange turister i sommermånederne, da adgangen til sommerhusområderne ved Mariendal Strand og Ajstrup Strand typisk sker gennem området.
56°3′33.27″N 10°14′33.37″Ø / 56.0592417°N 10.2426028°Ø